# Jüdischer Friedhof (Langweiler)

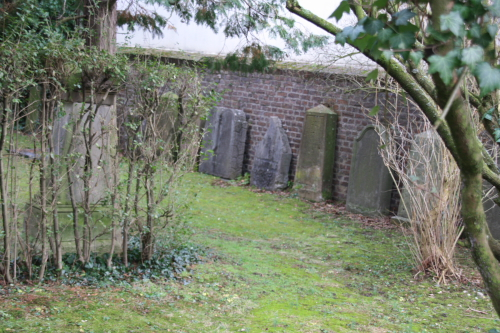
Grabsteine aus Langweiler auf dem ehem. Friedhof in Düren, Binsfelder Straße

Der Jüdische Friedhof befand sich An der Wardener Gracht in Langweiler, einem abgegangenen Ortsteil der Gemeinde Aldenhoven im Kreis Düren (Nordrhein-Westfalen).
Langweiler musste am Ende der 1960er Jahre dem Braunkohleabbau im Tagebau Inden weichen. Der Friedhof wurde von 1871 bis in die erste Hälfte des 20. Jahrhunderts belegt. Die 22 Grabsteine (Mazewot) wurden zum neuen jüdischen Friedhof in Düren gebracht. Sie stehen dort an der südlichen Friedhofsmauer.